# パターゴルフ

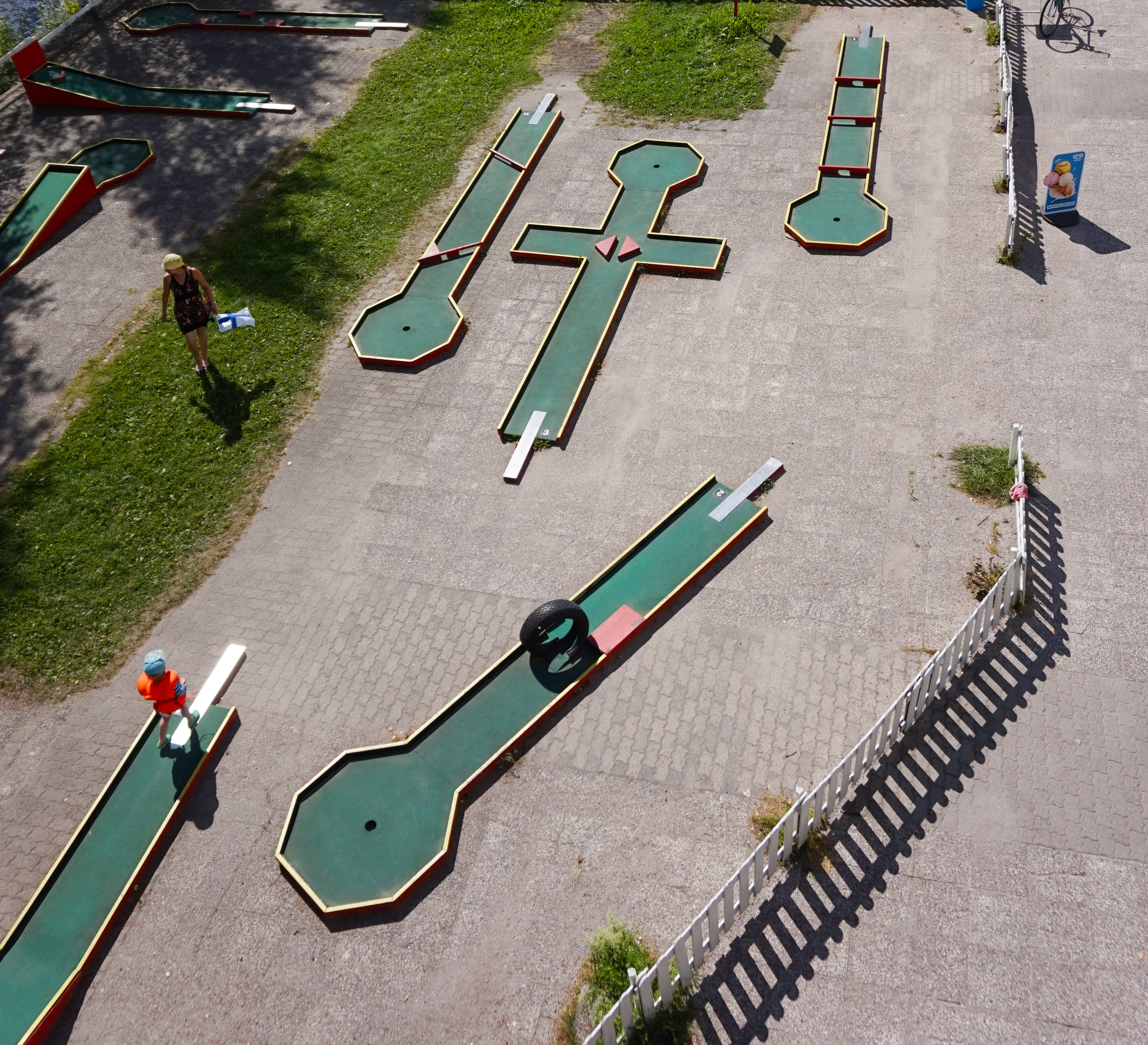
パターゴルフ

パターゴルフとは、通常のゴルフのパッティング部分のみを取り出して行う遊びの俗称である。和製英語。ベビーゴルフ、パットゴルフ、ミニゴルフ、ミニチュアゴルフなどと呼ばれることもある。

## 概説
道具はパターのみを使用し、ルールも複雑ではないため、未経験者でも手軽に行うことができる。芝生もしくは人工芝を有した専用のゴルフ・コースが各地の観光地や遊園地などにある。
また、パターゴルフの一種には、ビリヤードの球を使って地面のままの公園や林の中で行うガーデンゴルフがある。